# Sclerochiton vogelii
Sclerochiton vogelii là một loài thực vật có hoa trong họ Ô rô. Loài này được (Nees) T.Anderson miêu tả khoa học đầu tiên năm 1864.